# Ataque en la bahía de Sebastopol de 2022
El ataque en la bahía de Sebastopol se realizó el 29 de octubre de 2022, mediante una agresión con drones a gran escala contra la Flota del Mar Negro estacionada en la Base naval de Sebastopol durante la invasión rusa de Ucrania.

## Curso de los eventos
En la mañana del 29 de octubre de 2022, el gobernador ruso de Sebastopol en la Crimea ocupada, Mykhailo Razvozhaev, anunció el ataque con drones a los barcos de la Flota del Mar Negro de la Federación Rusa, que se encuentran en las aguas de la bahía de Sebastopol. Rozvozhayev calificó este ataque como el más grande desde el 24 de febrero, el día en que comenzó la invasión rusa de Ucrania. Según Razvozhaev, en la operación participaron nueve drones y siete vehículos aéreos no tripulados marinos autónomos.
Según el TASS ruso, a las 4:20 am del 29 de octubre, se escuchó una fuerte explosión, luego de lo cual se escucharon varios "bangs" más. Los canales de Telegram comenzaron a difundir videos que mostraban humo negro sobre Sebastopol y escuchaban explosiones.

## Resultado
El Ministerio de Defensa de Rusia informó que, como resultado del ataque, el dragaminas Ivan Golubets resultó dañado, así como el bombardeo en la bahía de Yuzhnaya. El Ministerio de Defensa ruso declaró que los barcos atacados estaban "involucrados en garantizar la seguridad del corredor de granos como parte de la exportación de alimentos desde los puertos ucranianos".
Los canales de telegramas ucranianos informaron que 4 buques de guerra rusos podrían haber resultado dañados durante el ataque, incluida la fragata Almirante Makarov, desde la cual las tropas rusas lanzaron misiles Kalibr contra objetivos en el territorio de Ucrania. Desde este barco, en particular, se realizó un ataque a Vínnitsa el 14 de julio de 2022.
Los analistas de GeoConfirmed creen que entre 6 y 8 drones estuvieron involucrados en el ataque a los barcos rusos y que alcanzaron al menos tres barcos; dos drones navales probablemente fueron destruidos.

## Reacción
Después de los ataques, las autoridades rusas decidieron bloquear el acceso de los residentes de Sebastopol a las transmisiones de las cámaras de vigilancia de la ciudad, diciendo que "le dan al enemigo la oportunidad de detectar los sistemas de defensa de la ciudad".
Rusia culpó a Ucrania y al Reino Unido por el ataque, Representantes de las autoridades rusas dijeron que el ataque se llevó a cabo "bajo el liderazgo de especialistas británicos ubicados en la ciudad de Ochákov, óblast de Mykoláiv en Ucrania". Al mismo tiempo, los rusos afirmaron que esta misma unidad de "especialistas británicos" estuvo involucrada en el "acto terrorista en el Mar Báltico" cuando volaron los gasoductos Nord Stream y Nord Stream 2. Los representantes de Gran Bretaña llamaron a estas declaraciones "una mentira de escala épica".
En respuesta al ataque, Rusia anunció la "suspensión" de la participación en el acuerdo sobre la exportación de cereales ucranianos a través del Mar Negro. Ante estos hechos, Ucrania alertó sobre los planes de Rusia de retirarse del “acuerdo de cereales”.